# Tom Stoppard
Tom Stoppard, właśc. Tomáš Straussler (ur. 3 lipca 1937 w Zlínie) – brytyjski dramaturg i scenarzysta czeskiego pochodzenia, zdobywca Oskara za najlepszy scenariusz oraz Nagrody Tony dla najlepszego dramaturga.

## Życiorys
Urodził się w czeskim Zlínie jako Tomáš Straussler. Dzieciństwo spędził w Singapurze i Indiach. Jego matka ponownie wyszła za mąż za brytyjskiego oficera nazwiskiem Stoppard i osiedliła się w Anglii.
W wieku 17 lat Tom Stoppard zaczął pracę jako dziennikarz „Western Daily Press” w Bristolu. Był dwukrotnie żonaty, ma czterech synów.
W 2000 został odznaczony brytyjskim Orderem Zasługi (Order of Merit).

## Twórczość
Za największy sukces dramatopisarski Stopparda uchodzi sztuka Rosenkrantz i Guildenstern nie żyją (1961). To rozbudowana historia drugoplanowych postaci z dramatu Szekspira Hamlet. Tytułowe postacie to starzy przyjaciele księcia duńskiego, którzy mają za zadanie dowieźć go do Anglii. Ukazane przez Stopparda przygody tej dwójki urastają do rozmiarów tragikomedii o tematyce egzystencjalnej. W 1990 Stoppard wyreżyserował film pod tym samym tytułem z Garym Oldmanem i Timem Rothem w rolach głównych. Debiut reżyserski Stopparda został uhonorowany Złotym Lwem na 47. MFF w Wenecji.
W 1984 według sztuki Stopparda Kwadratura koła, przedstawiającej wydarzenia w Polsce od czerwca 1980 do grudnia 1981, powstał film o tym samym tytule.

### Dramaty
- Rosenkrantz i Guildenstern nie żyją
- Trawestacja
- Prawdziwa rzecz
- Arkadia

## Filmografia

### Scenarzysta
- 1975 Romantyczna Angielka
- 1978 Desperacja
- 1979 Czynnik ludzki
- 1984 Kwadratura koła
- 1985 Brazil (nominacja do Oscara)
- 1987 Imperium słońca
- 1990 Wydział Rosja (The Russia House)

Rosenkrantz i Guildenstern nie żyją
- 1991 Billy Bathgate
- 1998 Zakochany Szekspir (Oscar za najlepszy oryginalny scenariusz)
- 2001 Enigma

### Reżyser
- 1990 Rosenkrantz i Guildenstern nie żyją

## Nagrody
- Nagroda Akademii Filmowej 1999: Zakochany Szekspir (najlepszy scenariusz oryginalny)
- Złoty Glob 1999: Zakochany Szekspir (najlepszy scenariusz)
- Nagroda na MFF w Berlinie 1999: Zakochany Szekspir (najlepszy scenariusz)
- Nagroda na MFF w Wenecji 1990: Rosencrantz i Guildenstern nie żyją (najlepszy film)